# Rhynchozoon tumulosum
Rhynchozoon tumulosum är en mossdjursart som först beskrevs av Walter Douglas Hincks 1883.  Rhynchozoon tumulosum ingår i släktet Rhynchozoon och familjen Phidoloporidae. Inga underarter finns listade i Catalogue of Life.